# Norbert Zongo
Norbert Zongo, también conocido como Henri Segbo, H.S. (Koudougou, 31 de julio de 1949- Sapouy, 13 de diciembre de 1998) fue un periodista de investigación de Burkina Faso. Fundó el semanario L'Indépendant en 1993 Fue asesinado en un 4X4 con las tres personas que lo acompañaban (Blaise Ilboudo, Ablassé Nikiéma y Ernest Zongo) cuando su periódico comenzó a investigar la muerte de David Ouedraogo, chófer de François Compaoré, hermano del presidente Blaise Compaoré.

## Obras
- Le Parachutage, 1988
- Rougbêinga, 1990